# 定公 (魯)
定公（ていこう）は、魯の第26代君主。名は宋。襄公の子で、昭公の弟。昭公が晋の乾侯で客死すると、その後を受けて魯国の君主となった。

## 略歴
定公の時代の魯では陽虎が実権を握ったが、その後、三桓氏を排除しようとして失敗し、陽虎は最終的に晋の趙鞅のもとへ出奔した。
定公15年（紀元前495年）5月、薨去。在位15年。